# فرودگاه بین‌المللی سوئکارنو-هتا
فرودگاه بین‌المللی سوئکارنو-هتا (به انگلیسی: Soekarno–Hatta International Airport) (به زبان بومی: Bandar Udara Internasional Soekarno–Hatta) یک فرودگاه همگانی با کد یاتا CGK است . این فرودگاه در شهر جاکارتا کشور اندونزی قرار دارد و در ارتفاع ۱۰ متری از سطح دریا واقع شده‌است.

## شرکت‌های هواپیمایی و مقصدهای پروازی

### مسافری
| شرکت‌های هواپیمایی                           | مقصدهای پروازی |
| ------------------------------------------- | --- |
| ایرآسیا                                     | ثنای، کوالالامپور |
| ایر چاینا                                   | پکن، زیامن گائوچی (پایان در ۲۴ سپتامبر ۲۰۱۷) |
| ایرفست اندونزی                              | جواندا، تیمیکا |
| آل نیپون ایرویز                             | هانه‌دا، ناریتا |
| آسیانا ایرلاینز                             | اینچئون |
| باتیک ایر                                   | پتیمورا، سلطان آجی محمد سلیمان، سلطان اسکندر مودا، رادین اینتن دوم، سیامسودین نور، هنگ نادیم، انگوراه رای، جلال‌الدین، سلطان طاها، سنتنی، هالولو، کوالالامپور، ال تاری، Lubuklinggau، سلطان حسن‌الدین، سام رتولنگی، رندانی، لومبک، کوالا نامو، مینانگکابو، سلطان محمود بدرالدین دوم، سلطان سیاریف قسیم دوم، سوپادیو، اچماد یانی، چانگی سنگاپور، سارونگ، جواندا، یوواتا (آغاز از ۲۱ اوت ۲۰۱۷), باب‌الله، ادیسوسیپتو |
| بیجینگ کپیتال ایرلاینز                      | هایکو میلان |
| کاتای پاسیفیک                               | هنگ کنگ |
| سبو پسیفیک                                  | نینوی آکوئینو |
| چاینا ایرلاینز                              | هنگ کنگ، تائویوان تایوان |
| هواپیمایی شرقی چین                          | شانگهای پودنگ |
| هواپیمایی جنوبی چین                         | بایون گوآنگجو، شنژن بن |
| چونگ‌کینگ ایرلاینز                           | چنگچینگ ییانگبی |
| سیتیلینک                                    | سلطان آجی محمد سلیمان، سیامسودین نور، هنگ نادیم، فاتماواتی سوکارنو، پرزیدانت نیکولو لوباتو، انگوراه رای، سلطان طاها، سلطان حسن‌الدین، سام رتولنگی، کوالا نامو، مینانگکابو، سلطان محمود بدرالدین دوم، دپاتی امیر، سلطان سیاریف قسیم دوم، سوپادیو، اچماد یانی، جواندا، بولوه تومبانگ، ادیسوسیپتو |
| هواپیمایی امارات                            | دوبی |
| هواپیمایی اتحاد                             | ابوظبی |
| اوا ایر                                     | تائویوان تایوان |
| فلای‌ناس                                     | چارتر: ملک عبدالعزیز |
| گارودا ایندونزیا                            | پتیمورا، اسخیپول آمستردام، سلطان آجی محمد سلیمان، سلطان اسکندر مودا، رادین اینتن دوم، سووارنابومی، سیامسودین نور، هنگ نادیم، پکن، فاتماواتی سوکارنو، انگوراه رای، بایون گوآنگجو، هنگ کنگ، سلطان طاها، سنتنی، ملک عبدالعزیز، کوالالامپور، هیترو لندن، سلطان حسن‌الدین، سام رتولنگی، عبدالرحمان صلاح، لومبک، کوالا نامو، شاهزاده محمد بن عبدالعزیز، ملبورن، چاتراپاتی شیواجی، کانزای، مینانگکابو، تیلیک ریووت، سلطان محمود بدرالدین دوم، موتیارا، دپاتی امیر، سلطان سیاریف قسیم دوم، پرث، سوپادیو، اچماد یانی، اینچئون، شانگهای پودنگ، چانگی سنگاپور، ادیسومارمو، جواندا، سیدنی، راجا هاجی فی‌سبیل‌الله، باب‌الله، هانه‌دا، ادیسوسیپتو چارتر: جزیره کریسمس، گایلین لیانگ‌جیانگ |
| گارودا ایندونزیا اجرا توسط گارودا ایندونزیا | ال تاری، کومودو، فردیناند لومبان توبینگ، Silangit، بولوه تومبانگ، یوواتا |
| ایرآسیای اندونزی                            | انگوراه رای، کوالالامپور، ماکائو،, چانگی سنگاپور، جواندا، ادیسوسیپتو |
| اندونزی ایرآسیا ایکس                        | دن موئنگ، انگوراه رای، کوالالامپور، پنانگ، جواندا |
| خطوط هوایی ژاپن                             | ناریتا |
| Jet Asia Airways                            | سووارنابومی |
| Jetstar Asia Airways                        | چانگی سنگاپور |
| Kal Star Aviation                           | ایسکاندار، سمپیت |
| کاال‌ام                                      | اسخیپول آمستردام، کوالالامپور |
| کورین ایر                                   | اینچئون |
| لاین ایر                                    | پتیمورا، سلطان آجی محمد سلیمان، رادین اینتن دوم، سیامسودین نور، هنگ نادیم، فاتماواتی سوکارنو، انگوراه رای، سلطان طاها، سنتنی, هالولو، کوالالامپور، ال تاری، سلطان حسن‌الدین، سام رتولنگی، لومبک، کوالا نامو، مینانگکابو، تیلیک ریووت، سلطان محمود بدرالدین دوم، دپاتی امیر، موتیارا، سلطان سیاریف قسیم دوم، سوپادیو، اچماد یانی، چانگی سنگاپور، ادیسومارمو، جواندا، بولوه تومبانگ، راجا هاجی فی‌سبیل‌الله، یوواتا، باب‌الله، ادیسوسیپتو چارتر: سانیا فونیکس |
| Lucky Air                                   | کونمینگ چانگشوی، نانینگ ووژو |
| مالزی ایرلاینز                              | کوالالامپور |
| مالیندو ایر                                 | کوالالامپور |
| Nam Air                                     | بلیمبینگساری، فاتماواتی سوکارنو، سلطان طاها، Lubuklinggau، سلطان محمود بدرالدین دوم، دپاتی امیر، ایسکاندار، سوپادیو، سمپیت، اچماد یانی، ادیسومارمو، جواندا، سارونگ، بولوه تومبانگ |
| عمان ایر                                    | مسقط |
| فیلیپین ایرلاینز                            | نینوی آکوئینو |
| کانتاس                                      | سیدنی |
| هواپیمایی قطر                               | حمد |
| رویال برونئی                                | برونئی |
| هواپیمایی سعودی                             | ملک عبدالعزیز، شاهزاده محمد بن عبدالعزیز، ملک خالد |
| Scoot                                       | چانگی سنگاپور |
| شنژن ایرلاینز                               | فوژو چنگل |
| سنگاپور ایرلاینز                            | چانگی سنگاپور |
| سریلانکان ایرلاینز                          | باندرانیکی |
| Sriwijaya Air                               | سلطان آجی محمد سلیمان، رادین اینتن دوم، هنگ نادیم، انگوراه رای، سنتنی، سلطان طاها، سلطان حسن‌الدین، عبدالرحمان صلاح، کوالا نامو، Muara Bungo، مینانگکابو، سلطان محمود بدرالدین دوم، دپاتی امیر، سوپادیو، اچماد یانی، Silangit، ادیسومارمو، جواندا، بولوه تومبانگ، راجا هاجی فی‌سبیل‌الله، باب‌الله، ادیسوسیپتو |
| تای ایرویز اینترنشنال                       | سووارنابومی |
| Thai Lion Air                               | دن موئنگ |
| تبت ایرلاینز                                | شی‌آن شیان‌یانگ |
| تریگانا ایر سرویس                           | ایسکاندار |
| ترکیش ایرلاینز                              | آتاترک |
| ویتنام ایرلاینز                             | تان سون نهات |
| ژیامن ایرلاینز                              | فوژو چنگل، زیامن گائوچی |
| اکسپرس‌ایر                                   | سارونگ |

### باری
| Airlines                        | Destinations |
| ------------------------------- | --- |
| Aerotrans Cargo                 | هنگ کنگ، ترابزون                                                                                                  |
| AirBridgeCargo Airlines         | شرمتیوو |
| Air Atlanta Icelandic           | کفلاویک |
| آل نیپون ایرویز                 | ناریتا |
| Asialink Cargo Airlines         | دپاتی امیر |
| Cardig Air                      | سلطان آجی محمد سلیمان، سووارنابومی، نوا به، مینانگکابو، سلطان سیاریف قسیم دوم، کوالا نامو، اینچئون، چانگی سنگاپور |
| کاتای پاسیفیک                   | نوا به، هنگ کنگ، پنانگ                                                                                            |
| چاینا ایرلاینز                  | چانگی سنگاپور، تائویوان تایوان                                                                                    |
| فدکس اکسپرس                     | بایون گوآنگجو، تان سون نهات، چانگی سنگاپور                                                                        |
| Gading Sari                     | کوالالامپور |
| گارودا ایندونزیا                | هنگ نادیم، کانزای، چانگی سنگاپور                                                                                  |
| کی-مایل ایر                     | سووارنابومی |
| کورین ایر                       | تان سون نهات، پنانگ، اینچئون                                                                                      |
| لوفت‌هانزا کارگو                 | فرانکفورت |
| ام‌ای‌اس کارگو                    | کوالالامپور |
| کانتاس فرایت اجرا توسط اطلس ایر | seasonal charter: سیدنی                                                                                           |
| رپابلیک اکسپرس ایرلاینز         | سلطان آجی محمد سلیمان، کوالالامپور، سلطان حسن‌الدین، چانگی سنگاپور، جواندا، ادیسومارمو                             |
| سنگاپور ایرلاینز کارگو          | چانگی سنگاپور |
| Raya Airways                    | کوالالامپور |
| تری-ام‌جی اینترا اژیا ایرلاینز   | هنگ نادیم، کوالالامپور، چانگی سنگاپور                                                                             |